# Thaia
Thaia é um género botânico pertencente à família das orquídeas (Orchidaceae).